# Maciej Faryna
Maciej Faryna (ur. 21 kwietnia 1984 w Warszawie) – polski wokalista, kompozytor, autor tekstów, współzałożyciel zespołu Stop Mi!, z którym wydał płytę Metamatyka (wyd. Agora SA, 2010). Jest członkiem Stowarzyszenia Autorów ZAiKS.

## Twórczość
W liceum rozpoczął lekcje gry na gitarze i śpiewu w warszawskim Pałacu Młodzieży. Wtedy też zaczął pisać pierwsze piosenki. W latach 2004–2008 był członkiem zespołu Efekt Mimo, z którym m.in. zdobył wyróżnienie na Krakowskich Spotkaniach Zespołów Rockowych Party Rura.
W 2008 założył (z Pawłem Kowalskim) zespół Stop Mi!, z którym w listopadzie 2010 wydał długogrającą płytę pt. Metamatyka. Napisał wszystkie teksty z tego albumu. Płyta zebrała pozytywne recenzje wśród krytyków muzycznych, a promujące ją piosenki singlowe („Życie jest gdzie indziej”, „Być jak James Bond”) znalazły się na playlistach ogólnopolskich radiostacji m.in. Polskiego Radia „Czwórka” czy Roxy FM. W 2011 roku zespół Stop Mi! zagrał trasę koncertową Jam the Club Tour. 

## Życie prywatne
Ma żonę Izabelę i dwie córki: Julię i Marię. Interesuje się piłką nożną.